# Zygmunt Pietruszczyński
Zygmunt Pietruszczyński (ur. 21 stycznia 1886 w Puławach, zm. 27 stycznia 1965 w Poznaniu) – rolnik, profesor Uniwersytetu Poznańskiego i Wyższej Szkoły Rolniczej w Poznaniu.

## Życiorys

### Życie prywatne
Zygmunt Pietruszczyński był synem nauczyciela Franciszka i Henryki z Bracławskich. Od 1911 roku był żonaty z Wandą Brydzińską (27 VII 1890 – 1 IX 1976).

### Edukacja i studia
Uczęszczał do szkoły realnej, z której go wydalono za udział w strajku szkolnym 1905. W 1906 roku jako eksternista zdał maturę w prywatnym gimnazjum w Warszawie, gdzie następnie w latach 1906–1909 studiował na Wyższych Kursach Rolniczych Towarzystwa Kursów Naukowych. Do roku 1911 studiował na uniwersytetach w Halle i Lipsku i uzyskał tam dyplom agronoma.

### Aktywność naukowa i zawodowa
W 1910 roku w Krajowej Stacji Doświadczalnej Chemiczno-Rolniczej w Dublanach objął asystenturę u profesora Józefa Mikułowskiego-Pomorskiego i wraz z nim w 1911 roku przeszedł do Katedry Chemii Rolnej Uniwersytetu Warszawskiego. W latach 1912–1918 był dyrektorem Kowieńskiej Stacji Doświadczalnej Chemiczno-Rolniczej w Bejsagole. Od czerwca 1918 do marca 1920 roku był pracownikiem Ministerstwa Rolnictwa i Dóbr Państwowych. Jako profesor nadzwyczajny objął w kwietniu 1920 roku Katedrę Ogólnej Uprawy Roli i Roślin na Wydziale Rolniczo-Leśnym Uniwersytetu Poznańskiego. Profesorem zwyczajnym został w 1929 roku.  
Był również kierownikiem sekcji młodzieżowej w składzie Rady Wojewódzkiej Bezpartyjnego Bloku Współpracy z Rządem w Poznaniu. W 1930 startował do Senatu z listy BBWR. Należał zresztą do nielicznej w Poznaniu grupy profesorów, którzy mieli przychylny stosunek do Józefa Piłsudskiego i rządów pomajowych.  
Organizował studium, a następnie Wydział Rolniczy Uniwersytetu Stefana Batorego w Wilnie w latach 1929–1931, dokąd dojeżdżał z wykładami. Jako kierownik badań nad ziemniakami współpracował z Państwowym Instytutem Naukowym Gospodarstwa Wiejskiego w Puławach od 1938 roku, w czasie II wojny światowej, aż do połowy 1950 roku.
Podczas wojny pełnił na Tajnym Uniwersytecie Ziem Zachodnich funkcję dziekana Wydziału Rolniczo-Leśnego, a po wojnie wrócił na dawne stanowisko na UP. Rozwinął badania nad wartością rolniczą odmian roślin uprawnych, a przy Katedrze utworzył specjalną pracownię odmianoznawczą, której celem było odtworzenie rejestru krajowych odmian oryginalnych roślin uprawnych.

W latach 1945–1958 był radnym oraz zastępcą przewodniczącego Komisji Oświaty Wojewódzkiej Rady Narodowej w Poznaniu, a w 1955 objął równolegle kierownictwo Działu Roślin Oleistych i Kukurydzy w Instytucie Uprawy, Nawożenia i Gleboznawstwa. Na emeryturę przeszedł w 1960 roku, a 27 stycznia 1965 roku zmarł. Spoczywa na cmentarzu Sołackim parafii rzymskokatolickiej pw. Jana Marii Vianneya(kwatera św. Barbary-24-8). 

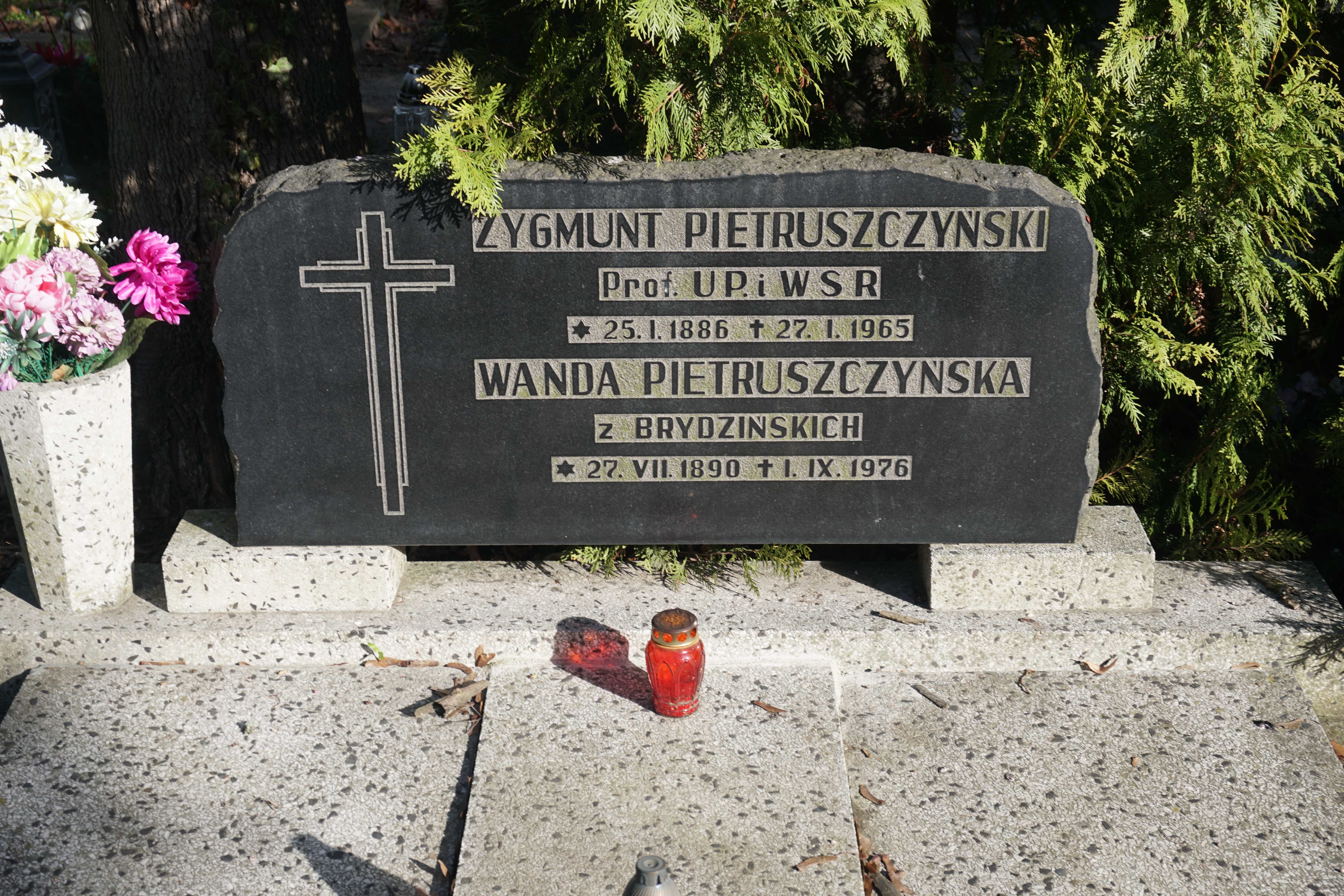
Grób prof. Zygmunta Pietruszczyńskiego na Cmentarzu parafialnym św. Jana Vianneya w Poznaniu

Jego dorobek naukowy obejmuje ponad 35 oryginalnych prac, 8 książek, 2 duże rozdziały w zbiorowym podręczniku szczegółowej uprawy roślin i kilkaset artykułów.

## Ordery i odznaczenia
- Krzyż Komandorski Orderu Odrodzenia Polski (10 listopada 1933)[9]
- Srebrny Wawrzyn Akademicki (7 listopada 1936)[10]

## Publikacje
- Uprawa lucerny, Poznań 1931
- Uprawa lucerny, Warszawa 1954
- Uprawa rzepaku i rzepiku, Poznań 1934
- Uprawa rzepaku i rzepiku, Warszawa 1949
- Wybór kłębów ziemniaczanych do sadzenia w świetle nowych badań, Poznań 1925